# Parma (Missouri)
Parma és una població dels Estats Units a l'estat de Missouri. Segons el cens del 2000 tenia 852 habitants.

## Demografia
Segons el cens del 2000, Parma tenia 852 habitants, 333 habitatges, i 229 famílies. La densitat de població era de 514 habitants per km².
Dels 333 habitatges en un 30,6% hi vivien nens de menys de 18 anys, en un 47,4% hi vivien parelles casades, en un 18,6% dones solteres, i en un 31,2% no eren unitats familiars. En el 28,5% dels habitatges hi vivien persones soles el 14,7% de les quals corresponia a persones de 65 anys o més que vivien soles. El nombre mitjà de persones vivint en cada habitatge era de 2,56 i el nombre mitjà de persones que vivien en cada família era de 3,11.
Per edats la població es repartia de la següent manera: un 27,3% tenia menys de 18 anys, un 9,4% entre 18 i 24, un 25,8% entre 25 i 44, un 21% de 45 a 60 i un 16,4% 65 anys o més.
L'edat mediana era de 36 anys. Per cada 100 dones de 18 o més anys hi havia 78,4 homes.
La renda mediana per habitatge era de 18.804 $ i la renda mediana per família de 23.333 $. Els homes tenien una renda mediana de 24.444 $ mentre que les dones 15.804 $. La renda per capita de la població era d'11.031 $. Entorn del 29,5% de les famílies i el 34,1% de la població estaven per davall del llindar de pobresa.

## Poblacions més properes
El següent diagrama mostra les poblacions més properes.